# Juan de la Cruz Mourgeón y Achet
Juan de la Cruz Mourgeón y Achet (Sevilla, 1766 - Quito, 1822) fou un militar espanyol, últim virrei de Nova Granada i president de la Reial Audiència de Quito.

## Biografia
Durant la Guerra del Francès va participar, entre d'altres, en les batalles de Albuera, Bailén i la reconquesta de Sevilla. Per les seves accions va ser nomenat cavaller de les ordes de Sant Ferran i de Sant Hermenegild. L'octubre de 1820 fou nomenat virrei de Nova Granada, en aquells moments en una situació ja molt delicada per als interessos espanyols, poc després de la batalla de Boyacá.
Havia d'assumir oficialment el càrrec quan reconquerís Santa Fe de Bogotà i, com a mínim, dues terceres parts del virregnat. Per aquesta raó, mentre no pogués assumir el virregnat de Nova Granada, assumí també, el 1821, la presidència de la Reial Audiència de Quito i es va encarregar d'organitzar-ne el reforç, amb l'objectiu de contrarestar els intents de les tropes patriotes de la Província Lliure de Guayaquil d'alliberar tots els territoris de l'Audiència. Mourgeón va dur tropes procedents d'altres zones del virregnat encara sota control espanyol, de Puerto Cabello (Veneçuela) i de la guarnició de l'istme de Panamà; en total uns 800 homes, que van arribar a Atacames el 23 de novembre de 1821.
Mourgeón va arribar a la capital ja bastant malalt i va morir el 8 d'abril de 1822 a Quito. Fou substituït per Melchor de Aymerich, que seria l'últim president de la Reial Audiència de Quito. El càrrec de virrei de Nova Granada, en canvi, ja no es va renovar.